# Michelle Tyler
Pour les articles homonymes, voir Tyler et Wilson.
Michelle Tyler (née le 8 juillet 1958) est une joueuse de tennis britannique, professionnelle dans la seconde moitié des années 1970. Elle est également connue sous son nom marital Michelle Tyler-Wilson.
À quatre reprises, elle a atteint le 3e tour en simple dans des épreuves du Grand Chelem.

## Palmarès

### Titre en simple dames
Aucun

### Finale en simple dames
| No | Date       | Nom et lieu du tournoi                 | Catégorie | Surface      | Vainqueure     | Score         |          |
| -- | ---------- | -------------------------------------- | --------- | ------------ | -------------- | ------------- | -------- |
| 1  | 29-05-1977 | Kentish Times Championships, Beckenham |           | Gazon (ext.) | Yvonne Vermaak | 6-4, 5-7, 6-1 | Parcours |

### Titre en double dames
| No | Date       | Nom et lieu du tournoi                  | Catégorie | Surface      | Partenaire | Finalistes              | Score    |          |
| -- | ---------- | --------------------------------------- | --------- | ------------ | ---------- | ----------------------- | -------- | -------- |
| 1  | 01-12-1975 | South Australian Championships Adélaïde |           | Gazon (ext.) | Sue Barker | Kym Ruddell Janet Young | 7-5, 6-3 | Parcours |

### Finales en double dames
| No | Date       | Nom et lieu du tournoi                 | Catégorie | Dotation | Surface      | Vainqueures                     | Partenaire     | Score         |          |
| -- | ---------- | -------------------------------------- | --------- | -------- | ------------ | ------------------------------- | -------------- | ------------- | -------- |
| 1  | 08-12-1975 | Western Australian Championships Perth |           | NC       | Gazon (ext.) | Lesley Turner Christine Matison | Sue Barker     | 7-6, 6-3      | Parcours |
| 2  | 12-06-1978 | Keith Prowse International Chichester  |           | 35 000 $ | Gazon (ext.) | Janet Newberry Pam Shriver      | Yvonne Vermaak | 3-6, 6-3, 6-4 | Parcours |

## Parcours en Grand Chelem

### En simple dames
| Année | Open d'Australie (janvier) | Open d'Australie (janvier) | Internationaux de France | Internationaux de France | Wimbledon       | Wimbledon      | US Open         | US Open          | Open d'Australie (décembre) | Open d'Australie (décembre) |
| 1975  | -                          | -                          | -                        | -                        | 3e tour (1/16)  | Jenny Dimond   | -               | -                | n/a                         | n/a                         |
| 1976  | 2e tour (1/8)              | Helga Masthoff             | 1er tour (1/32)          | Regina Maršíková         | 1er tour (1/64) | Virginia Wade  | 2e tour (1/32)  | Helen Gourlay    | n/a                         | n/a                         |
| 1977  | -                          | -                          | 1er tour (1/32)          | Nancy Richey             | 1er tour (1/64) | Marise Kruger  | 3e tour (1/16)  | Dianne Fromholtz | -                           | -                           |
| 1978  | n/a                        | n/a                        | 2e tour (1/16)           | Lesley Turner            | 3e tour (1/16)  | Mima Jaušovec  | 1er tour (1/64) | Laura duPont     | -                           | -                           |
| 1979  | n/a                        | n/a                        | -                        | -                        | 1er tour (1/64) | Alycia Moulton | -               | -                | -                           | -                           |

À droite du résultat, l’ultime adversaire.

### En double dames
| Année | Open d'Australie (janvier) | Open d'Australie (janvier) | Internationaux de France | Internationaux de France | Wimbledon                    | Wimbledon                 | US Open                     | US Open                   | Open d'Australie (décembre) | Open d'Australie (décembre) |
| 1975  | -                          | -                          | -                        | -                        | 1er tour (1/32) Linda Geeves | Linky Boshoff Ilana Kloss | -                           | -                         | n/a                         | n/a                         |
| 1976  | 1/4 de finale Sue Barker   | K. Harter W. Turnbull      | 2e tour (1/8) Sue Barker | C. Sieler W. Turnbull    | 2e tour (1/16) Jackie Fayter | Chris O'Neil Jenny Walker | 1er tour (1/32) Zenda Liess | Sherry Acker Anne Smith   | n/a                         | n/a                         |
| 1977  | -                          | -                          | -                        | -                        | 2e tour (1/16) S. Simmonds   | F. Dürr Virginia Wade     | 2e tour (1/16) S. Simmonds  | L. Antonoplis Diane Evers | -                           | -                           |
| 1978  | n/a                        | n/a                        | -                        | -                        | 1er tour (1/32) Y. Vermaak   | Mima Jaušovec V. Ruzici   | 2e tour (1/16) Y. Vermaak   | F. Dürr Virginia Wade     | -                           | -                           |
| 1979  | n/a                        | n/a                        | -                        | -                        | 1er tour (1/32) Y. Vermaak   | Sue Barker Ann Kiyomura   | -                           | -                         | -                           | -                           |

Sous le résultat, la partenaire ; à droite, l’ultime équipe adverse.

### En double mixte
| Année | Open d'Australie (janvier), | Open d'Australie (janvier), | Internationaux de France | Internationaux de France | Wimbledon                   | Wimbledon                 | US Open | US Open | Open d'Australie (décembre), | Open d'Australie (décembre), |
| 1976  | n/a                         | n/a                         | -                        | -                        | 2e tour (1/16) M. Robinson  | B. Nagelsen C. Dowdeswell | -       | -       | n/a                          | n/a                          |
| 1978  | n/a                         | n/a                         | -                        | -                        | 2e tour (1/16) W. Bungert   | W. Turnbull Marty Riessen | -       | -       | n/a                          | n/a                          |
| 1979  | n/a                         | n/a                         | -                        | -                        | 1er tour (1/32) John Feaver | Rayni Fox Van Winitsky    | -       | -       | n/a                          | n/a                          |

Sous le résultat, le partenaire ; à droite, l’ultime équipe adverse.

## Parcours en Coupe de la Fédération
| #                                                                                 | Date       | Lieu         | Surface         | Gagnante(s)                     | Perdante(s)                        | Score         |          |
|                                                                                   |            |              |                 |                                 |                                    |               |          |
| 1976 - 1/4 de finale (groupe mondial) - Afrique du Sud - Grande-Bretagne - 1 : 2  |            |              |                 |                                 |                                    |               |          |
| 1                                                                                 | 22/08/1976 | Philadelphie | Moquette (int.) | Linky Boshoff Ilana Kloss       | Sue Barker Michelle Tyler          | 6-1, 6-4      | Parcours |
|                                                                                   |            |              |                 |                                 |                                    |               |          |
| 1978 - 1er tour (groupe mondial) - Grande-Bretagne - Espagne - 3 : 0              |            |              |                 |                                 |                                    |               |          |
| 2                                                                                 | 27/11/1978 | Melbourne    |                 | Anne Hobbs Michelle Tyler       | Monica Alvarez Carmen Perea-Alcala | 8-6, 2-6, 6-2 | Parcours |
|                                                                                   |            |              |                 |                                 |                                    |               |          |
| 1978 - 1/4 de finale (groupe mondial) - Grande-Bretagne - Tchécoslovaquie - 2 : 1 |            |              |                 |                                 |                                    |               |          |
| 3                                                                                 | 27/11/1978 | Melbourne    |                 | Michelle Tyler                  | Regina Maršíková                   | 9-7, 2-6, 6-3 | Parcours |
|                                                                                   |            |              |                 |                                 |                                    |               |          |
| 1978 - 1/2 finale (groupe mondial) - États-Unis - Grande-Bretagne - 3 : 0         |            |              |                 |                                 |                                    |               |          |
| 4                                                                                 | 27/11/1978 | Melbourne    |                 | Tracy Austin                    | Michelle Tyler                     | 6-1, 6-1      | Parcours |
|                                                                                   |            |              |                 |                                 |                                    |               |          |
| 1979 - 1/4 de finale (groupe mondial) - Tchécoslovaquie - Grande-Bretagne - 3 : 0 |            |              |                 |                                 |                                    |               |          |
| 5                                                                                 | 30/04/1979 | Madrid       | Terre (ext.)    | Hana Mandlíková Renáta Tomanová | Anne Hobbs Michelle Tyler          | 8-6, 7-5      | Parcours |